# آتاری لینکس

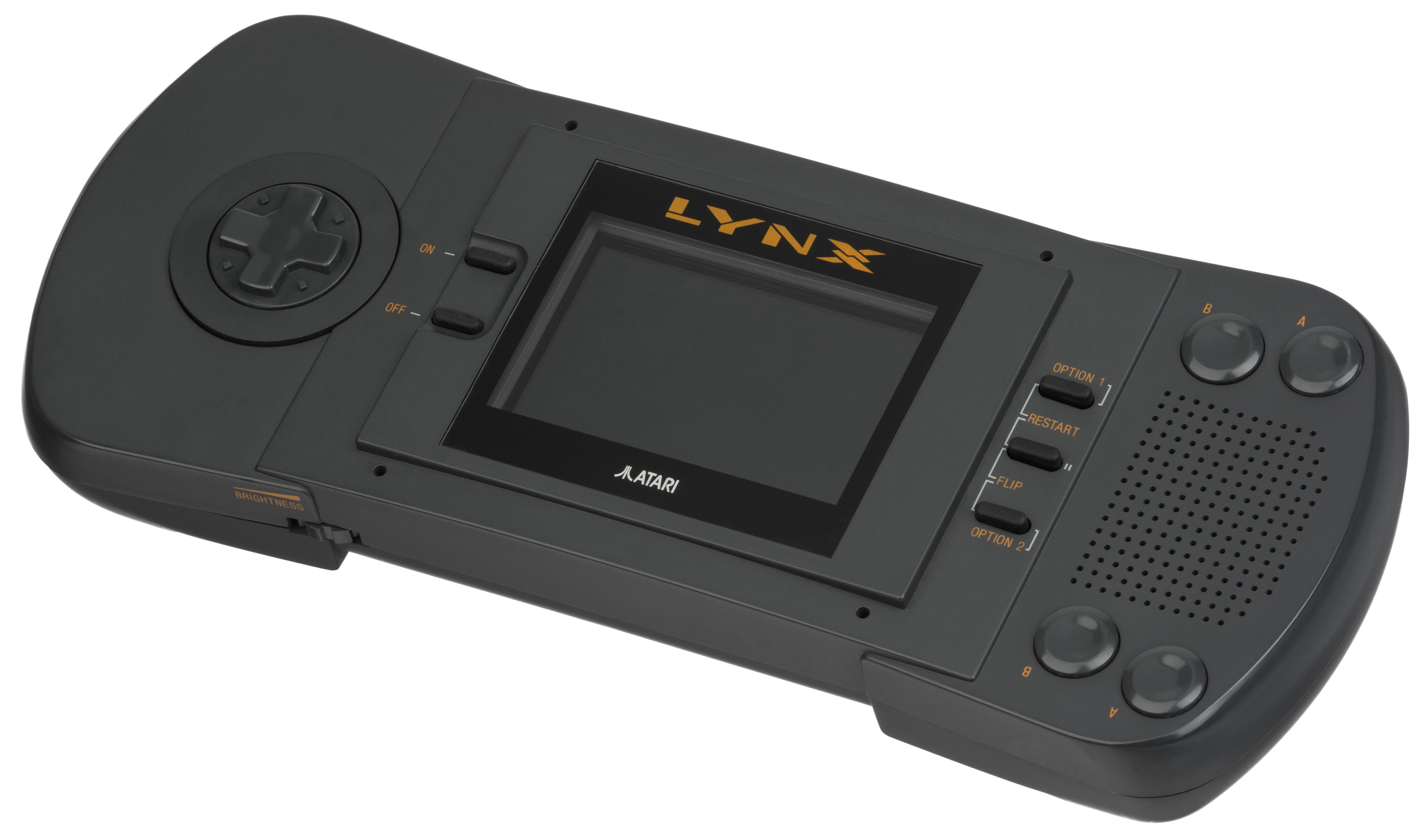
نمای نزدیکی از آتاری لینکس که در آن میتوان شکل و شمایل این کنسول دستی را دید

آتاری لینکس (به انگلیسی: Atari Lynx) اولین کنسول دستی جهان به صفحه رنگی بود که در سال ۱۹۸۹ میلادی توسط شرکت آتاری و با همکاری شرکت اپیکس طراحی و عرضه شد. از قابلیت‌های اصلی این کنسول دستی می‌توان به قابلیت بازی چندنفره به صورت شبکه‌ای تا ۱۷ نفر، قابلیت پشتیبانی از گرافیک سه بعدی، نور پس زمینه و کنترلر دو طرفه روی بدنه کنسول اشاره کرد.